# Verbena berteroi
Verbena berteroi là một loài thực vật có hoa trong họ Cỏ roi ngựa. Loài này được (Meisn.) Schauer miêu tả khoa học đầu tiên năm 1847.